# .dj
.djは、国別コードトップレベルドメイン (ccTLD) でジブチに割り当てられている。このドメインは、"DJ"繋がりで、音楽関連のサイトも登録している。